# Tibeti nyelv
A tibeti nyelvet a Pamírtól kiinduló Himalája és Tien-san hegyvonulatai által körülzárt Tibetben beszélik. Annak ellenére, hogy óriási területről van szó, a zord időjárás és a természeti körülmények miatt csak mintegy 5-6 millió ember él itt. A tibeti nép túlnyomó része a Kínai Népköztársaságban lakik, azon belül is a Tibeti Autonóm Területen, ahol a lakosság 90%-át teszi ki. Élnek még továbbá a nyugati tartományokban (Szecsuan és Csinghaj), ahol keverednek a kínai és egyéb nemzetiségekkel. Kisebb részük a Himalája hegyvidékén, Indiában, Kasmír állam keleti részein, és a majdnem teljesen tibeti lakosságú Szikkimben és Bhutánban lakik, néhány törzs pedig Kelet-Nepálban.

## Elnevezés
A „tibeti” népnév az arabból származik, akik a történelem folyamán Felső-Tibettel (Töböd) érintkeztek kereskedelmi kapcsolataik révén. Ennek változatai terjedtek el a térségben, Tibat, Tibet, Töböd néven. A nép eredeti neve „bod”.

## Főbb jellemzői
A tibeti nyelv egyik fő jellemzője, hogy monoszillabikus (egy szótagú) nyelv. Ez alapján rokonságba hozható a burmai és a kínai nyelvvel, habár ennek a három nyelvnek az egy nyelvcsaládba való tartozása még nem tisztázódott egyértelműen. Az egyes osztályozások csak a tibeti-burmai vagy a kínai-tibeti nyelvcsaládot ismerik el, a kutatók egy másik csoportja viszont a közös kínai-tibeti-burmai nyelvcsalád ősi egybetartozását feltételezi. Ezen feltételezések folyamán a nyelvrokonság kutatói inkább csak szókészleti és hangtörténeti szempontokat vettek figyelembe. A tibeti nyelv viszont olyan tipológiai sajátosságokkal is rendelkezik, amelyek mind a kínai, mind pedig a burmai nyelvből hiányoznak. Ilyen például a flektálás (az igetövek tőhajlító képzése), az úgynevezett ergatív mondatszerkezet (mely a szenvedő szerkezethez hasonló). Fontos jellemzője a zenei hangsúly megléte.

## Története
A tibeti nyelv történetének korszakolására többféle elmélet is létezik. Itt most Róna-Tas András nyomán foglaljuk össze vázlatpontszerűen, röviden:
I. Előtibeti (Pre-Tibetan): a sino-tibeti közös nyelvtől addig a korszakig, amit ma proto-tibeto-burmai néven rekonstruálunk.
II. Őstibeti (Ancient Tibetan): a tibeti különválásától az államiság kezdetéig.
III. Ótibeti (Old Tibetan): az államiság megteremtése, a tibeti írás kialakítása, a buddhizmus megjelenése, fordítások, feliratok 7 – 11. század.
1. Korai ótibeti (Early Old Tibetan): az államiság kezdete 650-ig.
2. Közép ótibeti (Middle Old Tibetan): a buddhizmus meghonosodása, a preklasszikus tibeti írott nyelv kialakítása 650-814.
3. Kései ótibeti (Late Old Tibetan): a Ral-pa-can-féle nyelvújítás 9. század, dunhuangi szövegek, feliratok 815 – 11. század.
IV. Középtibeti (Middle Tibetan): a klasszikus tibeti írott nyelv kialakulása, buddhista irodalom 11- 18. század közepe.
1. Korai középtibeti (Early Middle Tibetan): a beszélt tibeti nyelv dialektusokra, régiókra történő szétválása 13. század közepéig.
2. Kései középtibeti (Late Middle Tibetan): a buddhista szövegek kanonizálása 14. század, a mongolok színre lépése, Sa-skya uralkodás, modern irodalmi nyelv 17. század közepétől, Kínában mandzsu (Qing) dinasztia 18. század.
V. Új tibeti (New Tibetan): a nyelvjárások éles szétválása 20. századig.
VI. Modern tibeti (Modern Tibetan): napjainkban.

## Írása

Az OM MANI PADME HUM mantra tibeti írással

A tibeti írás minden bizonnyal a korabeli nyelvállapotot és kiejtést tükrözi – amit ma archaikusnak neveznek, s bár az íráskép maradt, a modern kiejtés szinte felismerhetetlenségig megváltozott. A tibeti írás rendszerét a 7. században fejlesztették ki egy indiai minta alapján. Ez nagy valószínűséggel hasonlított a dévanágarira, hiszen némi szerkezeti hasonlatosság nyilvánvaló a tibeti és a bráhmi eredetű írásrendszerek  között.
A tibeti nyelv szótagírású, ami azt jelenti, hogy egy szóban egy magánhangzó van (jelen esetben a bennfoglalt /inherens/ „a”) , ami előtt és után állhat (de nem kötelezően) bizonyos számú mássalhangzó, de egy szótag magánhangzóval együtt maximum 7 betűből állhat, melyek között egy - aminek jelentős szerepe van a kiejtésben - az alapbetű.  Az alapbetűhöz viszonyítva állapítjuk meg a többi betűnek a pozícióját.